# Helicops angulatus
Espèce
Synonymes
- Coluber angulatus Linnaeus, 1758
- Coluber alidras Linnaeus, 1758
- Coluber surinamensis Shaw, 1802
- Natrix aspera Wagler, 1824
- Helicops fumigatus Cope, 1868
- Helicops cyclops Cope, 1868

Helicops angulatus  est une espèce de serpents de la famille des Dipsadidae.

## Répartition
Cette espèce se rencontre :
- en Colombie ;
- au Venezuela ;
- en Guyane ;
- au Brésil ;
- en Équateur ;
- au Pérou ;
- en Bolivie ;
- sur l'île de Trinité.

## Description
Helicops angulatus mesure de 39 à 80 cm dont 12 à 23 cm pour la queue.

## Publication originale
- Linnaeus, 1758 : Systema naturae per regna tria naturae, secundum classes, ordines, genera, species, cum characteribus, differentiis, synonymis, locis, ed. 10 (texte intégral).